# Tasang-Talsperre
Die Tasang-Talsperre ist eine geplante Mehrzweck-Talsperre am Fluss Saluen im Shan-Staat in Myanmar. Die Talsperre wird 480 km nordöstlich von Rangun und 52,8 km westlich von Mong Tong errichtet. Es soll das größte Wasserkraftwerk in Burma werden und die größte Talsperre in Südostasien sein. Die Tasang-Talsperre soll mehr als 6 Milliarden US-$ kosten.

## Ausbau des Saluen
Die Tasang-Talsperre ist die erste und größte von fünfen, die die Regierung von Myanmar am Saluen bauen will. Projektstudien reichen bis ins Jahr 1981 zurück. Thailand ist der Hauptinvestor und 85 % des erzeugten Stroms sollen nach Thailand exportiert werden.
Es gibt bereits einen Stausee im Oberlauf des Saluen.

## Bauwerk
Der Staudamm soll ein 228 m hoher CFR-Staudamm werden. Das Wasserkraftwerk soll eine Kapazität von 7110 MW haben und jährlich 35.446 GWh Strom erzeugen.

## Vertragspartner
Bauherr ist das staatliche Elektrizitätsunternehmen Myanmar Electric Power. Projektbeteiligte sind die thailändische Thai MDX Group als Hauptvertragspartner, die chinesischen China Gezhouba Group Co., Sinohydro Corporation, China Southern Power Grid Co., China Three Gorges Corporation und die britische Gesellschaft Malcolm Dunstan & Associates.

## Bauarbeiten
Der erste Spatenstich fand im März 2007 statt. Es wurden bisher Straßen, Unterkünfte und Stromversorgungen in der Nähe der Baustelle gebaut. Seitdem haben kaum noch Bauarbeiten stattgefunden. Die Fertigstellung war im Jahr 2022 geplant.

## Kritik
Es gibt erheblichen lokalen und internationalen Widerstand gegen das Projekt. Seit 1996 sollen bereits 100.000 bis 300.000 Menschen, vor allem aus dem Volk der Shan, umgesiedelt worden sein. Die 870 km² große Wasserfläche des Stausees, der nahe der chinesischen Grenze liegt, wird den Shan-Staat größtenteils in zwei Hälften teilen. Soziale Probleme, Unruhen, Umweltprobleme und Menschenrechtsverletzungen werden befürchtet.